# البخيل (مسرحية)
البخيل (بالفرنسية: L'Avare) هي مسرحية للأديب الفرنسي موليير. وهي من أشهر أعماله على الإطلاق. تناولت الدراما أكثر من مرة وتعد من معالم المسرح الفرنسي.
تتناول المسرحية الساخرة حياة البرجوازي الغني Harpagon (هاربجون) الذي يتصف بالبخل الشديد وتكويم الثروة باخلا على أسرته التي عانت منه. فحبه للمال جعله يرفض حق ابنه وبنته لاختيار شركائهما في الحياة ويسعى لتزويجهما من أغنياء حتى وان كانوا يكبرهما سنا.

## روابط خارجية
- البخيل على موقع الموسوعة البريطانية (الإنجليزية)